# Girolamo Venier
Girolamo Venier (auch Gerolamo Venier; * 3. November 1707; † 1779) war ein italienischer Komponist  und Prokurator von San Marco (Republik Venedig). Er  stammt aus der venezianischen Patrizierfamilie Venier.

## Werke
- 1732: 6 sonate a quattro (unvollständig), Biblioteca Marciana, Contarini, 9996
- 1733: Serenata d’Alcide für 2 Soprane, Alt, Tenor, Bass, Trompete, Streicher und Basso Continuo (unvollständig), Biblioteca Marciana, Contarini 9995
- 1733: Gena Lachrimis für 2 Soprane, Alt, Tenor, Bass, Trompete, Streicher und Basso continuo, Biblioteca Marciana, Contarini It. IV, 9995
- 1742: Arie per balli (Venedig, Teatro S. Cassiano)
- 1743: È folia se nascondete für Sopran, Streicher und Basso Continuo, Biblioteca Marciana, Contarini It. IV, 9995
- 1743: Procuri la prego für Sopran, Streicher und Basso Continuo, Biblioteca Marciana, Contarini It. IV, 9995
- 1744: Al vibrar della mia spada für Sopran, Streicher und Basso Continuo, Biblioteca Marciana, Contarini It. IV, 9995
- 1744: Felice età dell'oro für Sopran, Streicher und Basso Continuo, Biblioteca Marciana, Contarini It. IV, 9995
- 1744: Non è ver che un bel tacere für Sopran, Streicher und Basso Continuo, Biblioteca Marciana, Contarini It. IV, 9995
- 1745: Arie e Salveregina für Sopran, Streicher und Basso Continuo, Biblioteca Marciana, Contarini It. IV, 9995
- 1749: Son regina e son amante für Maria Venier (zweifelhaft)
- Del destin non vi lagnate für Maria Venier aus Pietro Metastasios L’olimpiade (zweifelhaft)
- Quel labbro adorato für Sopran, Streicher und Basso Continuo (zweifelhaft)
- 1 Sinfonia für Streicher und Basso Continuo in F-Dur, Biblioteca Marciana, Contarini 9995
- 2 Sonaten für Mandoline und Basso Continuo für Maria Venier
- 19 sonate a tre, Biblioteca Marciana, Contarini It. IV, 471 (=9996)